# Lorgues
 Lorgues  (en occitano Lòrgas) es una población y comuna francesa, que se encuentra en la región de Provenza-Alpes-Costa Azul, departamento de Var, en el distrito de Draguignan y cantón de Lorgues.

## Demografía
| 2865 | 3401 | 4173 | 5196 | 6340 | 7319 |
| Para los censos de 1962 a 1999 la población legal corresponde a la población sin duplicidades (Fuente: INSEE [Consultar]) |      |      |      |      |      |